# Champeau-en-Morvan
Champeau-en-Morvan és un municipi francès, situat al departament de la Costa d'Or i a la regió de Borgonya - Franc Comtat. L'any 2007 tenia 251 habitants.

## Demografia

### Població
El 2007 la població de fet de Champeau-en-Morvan era de 251 persones. Hi havia 104 famílies, de les quals 40 eren unipersonals (12 homes vivint sols i 28 dones vivint soles), 32 parelles sense fills, 20 parelles amb fills i 12 famílies monoparentals amb fills.
La població ha evolucionat segons el següent gràfic:
Habitants censats

### Habitatges
El 2007 hi havia 230 habitatges, 119 eren l'habitatge principal de la família, 98 eren segones residències i 13 estaven desocupats. 226 eren cases i 1 era un apartament. Dels 119 habitatges principals, 104 estaven ocupats pels seus propietaris, 8 estaven llogats i ocupats pels llogaters i 7 estaven cedits a títol gratuït; 4 tenien una cambra, 12 en tenien dues, 30 en tenien tres, 24 en tenien quatre i 49 en tenien cinc o més. 87 habitatges disposaven pel capbaix d'una plaça de pàrquing. A 53 habitatges hi havia un automòbil i a 51 n'hi havia dos o més.

### Piràmide de població
La piràmide de població per edats i sexe el 2009 era:
| Homes | Edats   | Dones |
| ----- | ------- | ----- |
| 0     | 95 o +  | 0     |
| 0     | 90 a 94 | 4     |
| 12    | 85 a 89 | 0     |
| 4     | 80 a 84 | 8     |
| 4     | 75 a 79 | 16    |
| 4     | 70 a 74 | 4     |
| 16    | 65 a 69 | 4     |
| 4     | 60 a 64 | 12    |
| 12    | 55 a 59 | 4     |
| 16    | 50 a 54 | 8     |
| 12    | 45 a 49 | 8     |
| 0     | 40 a 44 | 8     |
| 12    | 35 a 39 | 4     |
| 8     | 30 a 34 | 8     |
| 8     | 25 a 29 | 0     |
| 0     | 20 a 24 | 0     |
| 4     | 15 a 19 | 4     |
| 0     | 10 a 14 | 0     |
| 4     | 5 a 9   | 0     |
| 8     | 0 a 4   | 0     |

## Economia
El 2007 la població en edat de treballar era de 145 persones, 98 eren actives i 47 eren inactives. De les 98 persones actives 85 estaven ocupades (51 homes i 34 dones) i 13 estaven aturades (5 homes i 8 dones). De les 47 persones inactives 31 estaven jubilades, 7 estaven estudiant i 9 estaven classificades com a «altres inactius».

### Ingressos
El 2009 a Champeau-en-Morvan hi havia 121 unitats fiscals que integraven 253 persones, la mediana anual d'ingressos fiscals per persona era de 15.634 €.

### Activitats econòmiques
Dels 2 establiments que hi havia el 2007, 1 era d'una empresa de fabricació d'altres productes industrials i 1 d'una empresa de construcció.
L'únic servei als particulars que hi havia el 2009 era una fusteria.
L'any 2000 a Champeau-en-Morvan hi havia 22 explotacions agrícoles que ocupaven un total de 936 hectàrees.

## Poblacions més properes
El següent diagrama mostra les poblacions més properes.